# Manfred Heiting
Manfred Heiting (* 2. Februar 1943 in Detmold) ist ein deutsch-amerikanischer Werbe- und Buchgestalter sowie Herausgeber von Fotopublikationen. Er gilt als einer der bedeutendsten zeitgenössischen Sammler von Fotobüchern und Fotografien aus der Zeit von 1840 bis 2000.

## Leben
Nach dem Besuch der Peter-Behrens-Werkkunstschule in Düsseldorf (1959–1961) und der Hochschule für Gestaltung Ulm (1962) sowie einer Ausbildung zum Schriftsetzer beim Verlag August Bagel in Düsseldorf (1959–1962) arbeitete Heiting zunächst im Akzidenzbereich des Unternehmens. Es folgten weitere drei Jahre Tätigkeit in Produktion und Gestaltung bei deutschen und niederländischen Werbeagenturen. 1966 wechselte Heiting zu Polaroid International nach Amsterdam. In seiner dortigen Funktion als Design Director war Heiting verantwortlich für die Bereiche Corporate Design, Verpackungen und Verkaufsförderung sowie für den Ausstellungs- und Messebereich. Während seiner Tätigkeit bei Polaroid sollte Heiting Bekanntschaft mit vielen Fotografen und Künstlern machen, darunter Ansel Adams, Henri Cartier-Bresson, Walker Evans, Gisèle Freund, Ralph Gibson, André Kertész, Jürgen Klauke, Robert Mapplethorpe, Helmut Newton, Lucas Samaras, Ulay/Marina Abramović und Andy Warhol. Nach Schließung der internationalen Zentrale des Unternehmens in Amsterdam zog Heiting nach Frankfurt am Main und arbeitete ab 1984 für American Express, zunächst als Director of PR, ab 1988 als Vice President und Editorial Director für die Kartenmagzine Expression und Departure. Von 1989 bis zur Schließung 1994 war Heiting mit Aufbau und Leitung des damaligen Unternehmensbereiches für europäische Kartenmagazin in Brüssel betraut. Heiting gründete Redaktionsbüros und Anzeigenagenturen in zwölf Ländern.

## Sammler, Herausgeber, Designer und Kurator von Ausstellungen
In den 1970er Jahren begann Heiting eine umfangreiche Sammlung von Originalabzügen bedeutender Fotografen aus der Zeit von 1840 bis 2000 aufzubauen. Seine ca. 4000 Bilder umfassende Fotosammlung wurde 2002 dem Museum of Fine Arts in Houston übereignet. Neben dem Sammeln von Fotografien widmete sich Heiting dem Aufbau einer der weltweit umfassendsten Fotobuchsammlungen mit ca. 40 000 Bänden. Die Sammlung, die sich im kalifornischen Malibu befand, wurde 2018 bei örtlichen Waldbränden größtenteils zerstört. Auf Grundlage seiner Sammlungen erschienen zahlreiche wissenschaftliche Publikationen. Derzeit wird am Aufbau einer umfassenden Online-Datenbank gearbeitet mit dem Ziel, Archivalien öffentlich zugänglich zu machen.
In der Zeit von 1982 bis 2000 blieb Heiting mit der Polaroid Corporation weiterhin in enger Verbindung und organisierte für das Unternehmen alle zwei Jahre dessen Teilnahme an der photokina in Köln. Als Nachfolger von Fritz Gruber kuratierte Heiting in den Jahren 1982 und 1986 die photokino Bilderschauen. 1984 war Heiting Mitgründer des Fotografie Forums Frankfurt. In seiner Zeit als Vorsitzender des Kuratoriums organisierte Heiting über 50 Ausstellungen. Ab 1994 widmete sich Heiting zunehmend der Gestaltung und Herausgabe von Fotopublikationen und Katalogen für renommierte Verlage und Museen. Heiting wurde 1999 durch die Stadt Amsterdam beauftragt ein Internationales Fotomuseum zu konzipieren und zum Vorsitzenden der Gründungskommission berufen. Das Fotomuseum Amsterdam gilt weltweit als eines der bedeutendsten Museen für Fotografie. Ebenfalls 1999 betraute die Stiftung Preußischer Kulturbesitz Heiting damit, ein Konzept für ein Deutsches Centrum für Fotografie in Berlin zu entwickeln. Das Konzept wurde vom Stiftungsrat 2002 angenommen. Da sich der Bund und das Land Berlin nicht über die Finanzierung einigen konnten, wurde das Konzept jedoch nicht realisiert. Aus Anlass des Regierungsumzugs von Bonn nach Berlin konzipierte und gestaltete Heiting für den Deutschen Bundestag eine Dokumentation über die parlamentarische Arbeit in Bonn von 1949 bis 1999. Anlässlich von Helmut Newtons 80. Geburtstag organisierte Heiting im Herbst 2000 in der Neuen Nationalgalerie die Ausstellung Helmut Newton. Work mit über 160 000 Besuchern. 2014 ernannte June Newton, die Witwe Helmut Newtons, Heiting zum Direktor der Helmut Newton Stiftung (bis 2017).
2003 wurde der Manfred und Hanna Heiting Fund ins Leben gerufen, der es jungen Wissenschaftlern ermöglicht, sich theoretisch mit Fotografie auseinanderzusetzen und die Forschungsergebnisse in Publikationen des Rijksmuseum Amsterdam zu veröffentlichen. Die Rijksmuseum Studies in Photography umfassen mittlerweile 21 Fachpublikationen zum Thema Fotografie.
In Gedenken an seinen Freund, den Sammler und Kuratoren Thomas Friedrich, ermöglichte der Heiting Library Trust das mit 15 000 € jährlich dotierte Thomas-Friedrich-Stipendium für Fotografieforschung der Berlinischen Galerie. Seit 2016 ist Heiting Distinguished Lecturer in the Humanities an der University of California, Los Angeles (UCLA).

## Auszeichnungen
- Photokina Ehrennadel, Köln (1986)
- Antiquaria-Preis, 2016, für „Autopsie, German Photobooks 1918–1945“ (zusammen mit Roland Jaeger)
- International Award 2019, Photographic Society of Japan, für „The Japanese Photo Book, 1912–1990“

## Mitgliedschaften
- Deutschen Gesellschaft für Photographie (seit 1971)
- The Getty Research Institute Council, Los Angeles (2007–2009)
- The J. Paul Getty Museum – Photography Council, Los Angeles (2007–2018)
- The J. Paul Getty Museum – Villa Council Los Angeles (seit 2019)
- The Grolier Club, New York (seit 2020)

## Publikationen
- Heiting, Manfred, ed. Uwe’s Polaroid Pictures of 5 Cities. Amsterdam: G Van Soest, 1968.
- Heiting, Manfred, ed. The History of Polaroid One-step Photography. New York: Van Nostrand-Reinhold, 1977.
- Heiting, Manfred, ed. Four Decades of Image Diffusion Transfer. Milestones in Photography. Sterckshof, Antwerpen, 1978.
- Mancinelli, Fabrizio, ed. A Masterpiece Close-up: The Transfiguration by Raphael. Designed by Manfred Heiting. Vatican City: Vatican Publishing House, 1979. ISBN 978-8-82090-014-4.
- Sayag, Alain, ed. Instantanés. Designed by Manfred Heiting. Paris: Editions du Centre Pompidou, 1980.
- Heiting, Manfred, ed. Fotografie 1922–1982 Ausstellungskatalog. Cologne: Messe- und Ausstellungsgesellschaft, 1982. ISBN 978-3-9800730-0-4
- Heiting, Manfred, ed. Album. Frankfurt: Fotografie Forum Frankfurt, 1984.
- Heiting, Manfred, ed. Frantisek Drtikol : Photograph d. Art Deco. Munich: Schirmer & Mosel, 1986. ISBN 978-3-88814-159-1
- Heiting, Manfred, ed. 50 Jahre moderne Farbfotografie – 50 years of Modern Color Photography – 1936-1986. Cologne: Messe- und Ausstellungsgesellschaft, 1986. ISBN 978-3-98007-302-8
- Heiting, Manfred, ed. Jan Saudek. Katalog zur Ausstellung 35 Jahre Fotografie – 35 Years of Photography. Frankfurt: Fotografie Forum Frankfurt, 1986.
- Heiting, Manfred, ed. Zeitprofile. 30 Jahre Kulturpreis. Deutsche Gesellschaft für Photographie. 1959–1988. Cologne: Photokina, 1986. ISBN 978-3-98007-303-5.
- Lifson, Ben and Lucas Samaras.Lucas Samaras. Designed by Manfred Heiting. New York: Aperture, 1987. ISBN 978-0-89381-241-6.
- Heiting, Manfred, ed. The Pigment Prints, 1947–1954. 1947–1954. Los Angeles: Cinubia, 1994, ISBN 978-9-08026-941-5
- Heiting, Manfred. ed. Peter Keetman. Bewegung und Struktur. Amsterdam: Cinubia, 1996, ISBN 90-802694-4-1.
- Georg Kolbe Museum, ed. José María Sert – Photographien. Designed by Manfred Heiting. Berlin: Cinubia, 1996, ISBN 978-9-08026-945-3.
- Schäfke, Werner and Michael Euler-Schmidt, eds. Al Hansen. An Introspective. Designed by Manfred Heiting. Cologne: Kölnisches Stadtmuseum, 1997. ISBN 978-3-92739-668-5.
- Darchinger, Josef, ed. Die Bonner Republik. Designed by Manfred Heiting. Bonn: Rheinland-Verlagsgesellschaft, 1997. ISBN 978-3-79271-672-4.
- Honnef, Klaus, ed. Und sie haben Deutschland verlassen müssen...Fotografen und ihre Bilder 1928–1997. Designed by Manfred Heiting. Bonn: Rheinisches Landesmuseum, 1997. ISBN 978-3-93258-402-2.
- Deutscher Bundestag, ed. Deutscher Bundestag 1949–1999: Debatte und Entscheidung. Konsens und Konflikt. Designed by Manfred Heiting. Berlin: Olzog, 1999. ISBN 978-3-78928-015-3.
- Heiting, Manfred, ed. August Sander : 1876–1964. Cologne: Taschen, 1999. ISBN 978-3-8228-7179-9
- Heiting, Manfred, ed. Edward Weston 1886–1958. Cologne: Taschen, 1999. ISBN 978-3-8365-4402-3.
- Heiting, Manfred und Katherine Ware, eds. Man Ray. Cologne: Taschen, 2000. ISBN 978-3-8228-7185-0
- Heiting, Manfred und Françoise Marquet, eds. Helmut Newton. Cologne: Taschen, 2000. ISBN 978-3-8228-5721-2
- Heiting, Manfred, ed. Zwischen Wissenschaft und Kunst : 50 Jahre Deutsche Gesellschaft für Photographie. Göttingen: Steidl Verlag, 2001. ISBN 978-3-88243-796-6.
- Heiting, Manfred and Roland Jaeger, eds. Imogen Cunningham: Life and Work 1883-1976. Cologne: Taschen, 2001, ISBN 978-3-82287-182-9.
- Heiting, Manfred, ed. Master photographers – Master Prints 1840–2000. Berlin: AKIRA IKEDA, 2003. ISBN 978-3-937332-00-0
- Heiting, Manfred, ed. Tom Wood, Photie Man. Göttingen: Steidl Verlag, 2005. ISBN 978-3-86521-083-8.
- Heiting, Manfred, ed. At the Still Point: Photographes from the Manfred Heiting Collection. Göttingen: Steidl, 2005 ISBN
- Heiting, Manfred, ed. Imagining Paradise. Göttingen: Steidl, 2007. ISBN 978-3-86521-462-1.
- Heiting, Manfred, ed. Lisette Model. Shooting off my Mouth – Spitting into the Mirror . Göttingen: Steidl, 2009. ISBN 978-3-86521-920-6.
- Thomas Wiegand, Deutschland im Fotobuch. Herausgegeben und gestaltet von Manfred Heiting, Göttingen: Steidl Verlag, 2011. ISBN 978-3-86930-249-2
- Heiting, Manfred, ed. Helmut Newton. White Women, Sleepless Nights, Big Nudes. Houston: The Museum Of Fine Arts, 2011. ISBN 978-089090-174-8.
- Heiting, Manfred, comp. Autopsie – Band 1.Herausgegeben von Manfred Heiting und Roland Jaeger. Göttingen: Steidl Verlag, 2012. ISBN 978-3-86930-412-0.
- Heiting, Manfred, ed. Zeitprofile. Preisträger des Kulturpreises der Deutschen Gesellschaft für Photographie. Göttingen: Steidl Verlag, 2014. ISBN 978-3-86930-749-7.
- Heiting, Manfred, comp. Autopsie – Band 2. Edited by Manfred und Heiting und Roland Jaeger. Göttingen: Steidl Verlag, 2015. ISBN 978-3-86930-433-5.
- Karasik, Mikhail. The Soviet Photobook 1920–1941. Edited by Manfred Heiting. Göttingen: Steidl Verlag, 2015. ISBN 978-3-95829-031-0.
- Tesch, Elke. Steffi Brandl : eine Berliner Portraitfotografin. Designed by Manfred Heiting. Berlin: Berlinische Galerie, 2016, ISBN 978-3-940208-37-8.
- Kuhlmann, Christiane. Erich Salomon – Meister der Selbstinszenierung. Designed by Manfred Heiting. Berlin: Berlinische Galerie, 2016, ISBN 978-3-940208-45-3.
- Heiting, Manfred und Elaine Dines-Cox, eds. Paul Outerbridge. Köln: Taschen, 2017. ISBN 978-3-8365-6456-4
- Heiting, Manfred, ed. The Japanese Photobook, 1912–1990. Göttingen: Steidl Verlag, 2017. ISBN 978-3-95829-176-8.
- Huyk, Willard und Gloria Katz. Views of Japan. Edited by Manfred Heiting. Göttingen: Steidl Verlag, 2017. ISBN 978-3-95829-177-5.
- Schönegg, Kathrin. Heinz von Perckhammer : eine Fotografenkarriere zwischen Weimarer Republik und Nationalsozialismus. Designed by Manfred Heiting. Berlin: Berlinische Galerie, 2018, ISBN 978-3-940208-56-9.
- Ryan, Liza. The Unreal Real. Edited by Manfred Heiting. Göttingen: Steidl Verlag, 2018. ISBN 978-3-95829-351-9.
- Heiting, Manfred, ed. Czech and Slovak Photo Publications. 1918–1989. Göttingen: Steidl Verlag, 2018. ISBN 978-3-95829-497-4.
- Westphal, Maximilian. Fritz Eschen : Porträts eines Bildjournalisten. Designed by Manfred Heiting. Berlin: Berlinische Galerie, 2019 ISBN 978-3-940208-61-3.